# ThePalace
ThePalace is een visuele chatwereld opgebouwd uit losse servers. Je kan in deze wereld je eigen avatars dragen, dit zijn plaatjes die je zelf kiest of maakt om jou te vertegenwoordigen in deze chatwereld.
De servers worden door fanatieke gebruikers onderhouden en gebouwd, ze gebruiken hiervoor de gratis server software van The Palace. 
Deze software is begin jaren 90 uitgevonden en ontwikkeld door de Amerikaan Jim Bumgardner. Hij was in die tijd in dienst bij Time Warner Interactive, die het programma erg leuk vond en wilde doorontwikkelen als online casino. In 1995 ging de eerste publieke server online, "the mansion", dit was een virtuele villa vol kamers waar je van alles kon beleven. Spelletjes spelen, tekenen, animaties bekijken en natuurlijk vooral chatten.
Gebruikers die betaald hadden voor een licentie konden hun eigen versie van de mansion downloaden en deze op hun pc gebruiken. Daar konden ze dan ook mensen ontvangen en mee chatten. Later kwamen er Linux/Unix varianten die ook voor privégebruik geschikt waren.
In 2001 ging het bedrijf dat The Palace ontwikkelde, communities.com, failliet en de gebruikers hebben tot nu toe de zaak in leven gehouden. De grootste Palace site is op dit moment Palaceplanet.net. Een community portal die ooit begonnen was door een groep vrijwilligers om alle Palace gerelateerde info bij elkaar te krijgen. Dit bleek na het verdwijnen van Communities.com de perfecte plaats te zijn voor iedereen om de draad weer op te pakken.